# Spontaneous Me
Spontaneous Me je skladba americké houslistky Lindsey Stirling. Skladba pochází z jejího debutového alba Lindsey Stirling. Píseň produkovala společně s producentem Markem G.

## Videoklip
Videoklip ke skladbě byl vydán 18. května 2011. Kameramanem byl Devin Graham. Ve videoklipu vystupuje sama hrající a tančící Lindsey Stirling v různých prostředích přírody či měst.
Na YouTube má videoklip přes 15 milionů zhlédnutí.